# Mesochorus juranus
Mesochorus juranus är en stekelart som beskrevs av Schwenke 1999. Mesochorus juranus ingår i släktet Mesochorus och familjen brokparasitsteklar. Inga underarter finns listade i Catalogue of Life.